# Aporomyces
Aporomyces — рід грибів родини Laboulbeniaceae. Назва вперше опублікована 1931 року.

## Класифікація
До роду Aporomyces відносять 11 видів:
- Aporomyces aequatorialis
- Aporomyces benjaminii
- Aporomyces byrrhini
- Aporomyces lutrochi
- Aporomyces maximus
- Aporomyces perpusillus
- Aporomyces physemi
- Aporomyces subulatus
- Aporomyces szaboi
- Aporomyces trinitatis
- Aporomyces uniflagellatus